# Women’s Premier League 2024
Die Women’s Premier League 2024 war die zweite Ausgabe der Women’s Premier League, der indischen WTwenty20-Cricket-Liga für Franchises für Frauen. Die Saison fand zwischen dem 23. Februar und dem 17. März 2024 statt. Im Finale setzte sich Royal Challengers Bangalore gegen Delhi Capitals mit 8 Wickets durch.

## Franchises
Seit der Gründung der Liga nehmen die folgenden fünf Franchises an dem Turnier teil.
| Franchise                   | Stadt     |
| --------------------------- | --------- |
| Royal Challengers Bangalore | Bangalore |
| Delhi Capitals              | Delhi     |
| Mumbai Indians              | Mumbai    |
| Gujarat Giants              | Ahmedabad |
| UP Warriorz                 | Lucknow   |

## Austragungsorte
| Stadion                | Stadt     | Kapazität | Spiele                                |
| ---------------------- | --------- | --------- | ------------------------------------- |
| M. Chinnaswamy Stadium | Bengaluru | 35.000    | 11 Vorrundenspiele                    |
| Arun Jaitley Stadium   | Delhi     | 35.200    | 9 Vorrundenspiele; Halbfinale; Finale |

## Kaderlisten
Die Spielerauktion fand am 9. Dezember 2023 statt. Die Teams benannten die folgenden Kader.
| WTwenty20 | WTwenty20 | WTwenty20 | WTwenty20 | WTwenty20 |
| Delhi Capitals | Gujarat Giants | Mumbai Indians | Royal Challengers Bangalore | UP Warriorz |
| --- | --- | --- | --- | --- |
| - Meg Lanning (c) - Alice Capsey - Annabel Sutherland - Arundhati Reddy - Jemimah Rodrigues - Jess Jonassen - Laura Harris - Shafali Verma - Radha Yadav - Shikha Pandey - Marizanne Kapp - Sneha Deepthi - Poonam Yadav - Minnu Mani - Taniya Bhatia (wk) - Titas Sadhu - Aparna Mondal - Ashwani Kumari | - Beth Mooney (wk) (c) - Ashleigh Gardner - Harleen Deol - Dayalan Hemalatha - Laura Wolvaardt - Sneh Rana - Tanuja Kanwar - Shabnam Shakil - Meghna Singh - Phoebe Litchfield - Trisha Poojitha - Kashvee Gautam - Priya Mishra - Kathryn Bryce - Mannat Kashyap - Lauren Cheatle - Veda Krishnamurthy - Tarannum Pathan - Lea Tahuhu | - Harmanpreet Kaur (c) - Amelia Kerr - Pooja Vastrakar - Yastika Bhatia (wk) - Amanjot Kaur - Saika Ishaque - Hayley Matthews - Chloe Tryon - Humaira Kazi - Issy Wong - Natalie Sciver-Brunt - Jintimani Kalita - Priyanka Bala - Shabnim Ismail - Sajeevan Sajana - Amandeep Kaur - Fatima Zafar | - Smriti Mandhana (c) - Georgia Wareham - Sophie Devine - Ellyse Perry - Renuka Singh - Richa Ghosh (wk) - Indrani Roy - Shreyanka Patil - Kanika Ahuja - Sobhana Asha - Nadine de Klerk - Heather Knight - Ekta Bisht - Kate Cross - Shubha Satheesh - Sabbhineni Meghana - Simran Bahadur - Sophie Molineux | - Alyssa Healy (wk) (c) - Chamari Athapaththu - Sophie Ecclestone - Deepti Sharma - Tahlia McGrath - Anjali Sarvani - Rajeshwari Gayakwad - Parshavi Chopra - Shweta Sehrawat - Soppadhandi Yashasri - Kiran Navgire - Grace Harris - Lauren Bell - Laxmi Yadav - Vrinda Dinesh - Danni Wyatt - Poonam Khemnar - Saima Thakor - Gouher Sultana |

## Format
Die fünf Franchises spielen in einer Gruppe gegen jedes andere Team jeweils zwei Mal. Die drei Erstplatzierten der Gruppe qualifizieren sich für die Playoffs die im K.-o.-System ausgetragen wurden. Dabei spielt das drittplatzierte Team der Gruppe gegen das zweitplatzierte das Halbfinale, während der Gruppensieger für das Finale gesetzt ist.

## Gruppenphase
Tabelle
| Teams                       | Sp. | S | N | NR | P  | NRR    |
| --------------------------- | --- | - | - | -- | -- | ------ |
| Delhi Capitals              | 8   | 6 | 2 | 0  | 12 | +1.198 |
| Mumbai Indians              | 8   | 5 | 3 | 0  | 10 | +0.024 |
| Royal Challengers Bangalore | 8   | 4 | 4 | 0  | 8  | +0.306 |
| UP Warriorz                 | 8   | 3 | 5 | 0  | 6  | –0.371 |
| Gujarat Giants              | 8   | 2 | 6 | 0  | 4  | –1.158 |

## Playoffs

### Halbfinale
| 15. März Scorecard | Delhi | Royal Challengers Bangalore 135-6 (20)         | – | Mumbai Indians 130-6 (20) |
|                    |       | Royal Challengers Bangalore gewinnt mit 5 Runs |   |                           |

Royal Challengers Bangalore gewann den Münzwurf und entschied sich als Schlagmannschaft zu beginnen. Als Spielerin des Spiels wurde Ellyse Perry ausgezeichnet.

### Finale
| 17. März Scorecard | Delhi | Delhi Capitals 113 (18.3)                         | – | Royal Challengers Bangalore 115-2 (19.3) |
|                    |       | Royal Challengers Bangalore gewinnt mit 8 Wickets |   |                                          |

Delhi Capitals gewann den Münzwurf und entschied sich als Schlagmannschaft zu beginnen. Als Spielerin des Spiels wurde Sophie Molineux ausgezeichnet.

## Statistiken
Die folgenden Cricketstatistiken wurden bei dem Turnier erzielt.
| WTwenty20         | WTwenty20                   | WTwenty20 | WTwenty20 | WTwenty20 | WTwenty20 | WTwenty20 | WTwenty20 | WTwenty20 |
| Batting           | Batting                     | Batting   | Batting   | Batting   | Batting   | Batting   | Batting   | Batting   |
| Spieler           | Mannschaft                  | Spiele    | Innings   | Runs      | Average   | HS        | 100s      | 50s       |
| ----------------- | --------------------------- | --------- | --------- | --------- | --------- | --------- | --------- | --------- |
| Elyse Perry       | Royal Challengers Bangalore | 9         | 9         | 347       | 69,40     | 66        | 0         | 2         |
| Meg Lanning       | Delhi Capitals              | 9         | 9         | 331       | 36,77     | 60        | 0         | 4         |
| Shafali Verma     | UP Warriorz                 | 9         | 9         | 309       | 38,62     | 71        | 0         | 3         |
| Smriti Mandhana   | Delhi Capitals              | 10        | 10        | 300       | 30,00     | 80        | 0         | 2         |
| Deepti Sharma     | Royal Challengers Bangalore | 8         | 8         | 295       | 98,33     | 88*       | 0         | 3         |
| Bowling           |                             |           |           |           |           |           |           |           |
| Spieler           | Mannschaft                  | Spiele    | Overs     | Wickets   | Average   | BBI       | 5W        | 10W       |
| Shreyanka Patil   | Royal Challengers Bangalore | 8         | 21.3      | 13        | 12,07     | 4/12      | 0         | 0         |
| Asha Sobhana      | Royal Challengers Bangalore | 10        | 26.0      | 12        | 15,41     | 5/22      | 1         | 0         |
| Sophie Molineux   | Royal Challengers Bangalore | 10        | 38.0      | 12        | 23,16     | 3/20      | 0         | 0         |
| Marizanne Kapp    | Delhi Capitals              | 7         | 28.0      | 11        | 16,00     | 3/5       | 0         | 0         |
| Jess Jonassen     | Delhi Capitals              | 7         | 25.0      | 11        | 16,45     | 3/21      | 0         | 0         |
| Sophie Ecclestone | UP Warriorz                 | 8         | 31.3      | 11        | 18,81     | 3/20      | 0         | 0         |